# Ekaterina Avdeeva
Ekaterina Alekseevna Avdeeva, nata Polevaja (in russo Екатерина Алексеевна Авдеева? [Полевая]; Kursk, 16 agosto 1788 – Tartu, 21 luglio 1865), è stata una scrittrice russa.

## Biografia
Avdeeva nacque a Kursk nel 1788. Era la sorella di Nikolaj e Ksenofont Polevoj, anch'essi scrittori. Scrisse libri sulle faccende domestiche e di racconti. Contribuì inoltre a codificare la cucina russa; il suo primo libro Zapiski i zamečanija o Sibiri. S priloženiem starinnych russkich pesen (Note e osservazioni sulla Siberia. Con l'aggiunta di vecchie canzoni russe), del 1837, è il primo ricettario pubblicato da una donna in Russia. Avdeeva morì nel 1865 a Derpt (oggi Tartu), nell'odierna Estonia.

## Opere
- Zapiski i zamečanija o Sibiri. S priloženiem starinnych russkich pesen, 1837
- Zapiski o starom i novom russkom byte, 1842
- Ručnaja kniga russkoj opytnoj chozjajki, 1842